# Прогресс М-61
Прогресс М-61 — транспортный грузовой космический корабль (ТГК) серии «Прогресс», запущен к Международной космической станции. Запуск именного корабля приурочен к 150-летию со дня рождения основоположника космонавтики Константина Циолковского, стикер с изображением которого наклеен прямо на борту корабля. 26-й российский корабль снабжения МКС. Серийный номер 361.

## Цель полёта
Доставка на борт МКС топлива, продуктов, воды и других расходуемых материалов, необходимых для эксплуатации станции в пилотируемом режиме, а также дополнительное оборудование для ремонта бортовых лэп-топов.

## Хроника полёта
- 02.08.2007, в 20:33:48 (MSK), (17:33:48 UTC) — запуск с космодрома Байконур;
- 05.08.2007, в 21:40:25 (MSK), (18:40:25 UTC) — осуществлена стыковка с МКС к стыковочному узлу на агрегатном отсеке служебного модуля «Пирс». Процесс сближения и стыковки проводился в автоматическом режиме;
- 22.12.2007, в 06:59:52 (MSK), (03:59:52 UTC) — ТГК отстыковался от орбитальной станции и отправился в автономный полёт..

## Научная работа
Месяц космический грузовик находился в автономном полёте, в ходе которого выполнил серию технических экспериментов Плазма–Прогресс по исследованию пространственно-временных зависимостей плотности плазменного окружения космического аппарата, возникающего при работе на его борту жидкостных ракетных двигателей. В качестве наземных средств радионаблюдения использовался радар некогерентного рассеяния Института солнечно-земной физики Сибирского отделения Российской академии наук (г. Иркутск). Эксперимент «Плазма-Прогресс», постановщиком которого является ЦНИИ машиностроения (г. Королёв), проводился во 2-й раз, Предыдущими «участником» был корабль «Прогресс М-60».